# جرعة زائدة من الأفيون
الجرعة المفرطة من أشباه الأفيونات (بالإنجليزية: Opioid overdose) هي حالة سامة ناتجة عن الإفراط في استخدام أشباه الأفيونات. من الأمثلة على هذه المركبات المواد الافيونية مثل؛ المورفين، كودين، هيروين، فينتانيل، ترامادول، بيثيدين، ميثادون وغيرها من المواد. الأعراض تتضمن نقص التهوية، تقبّض الحدقة وفقدان الوعي. بداية الأعراض تعتمد على طريقة إعطائها. المضاعفات التي ظهرت بين الناجيين تتضمن انحلال الربيدات، وذمة الرئة، متلازمة الحيز، اصابات دماغية رضية.
عوامل الخطر المسببة للجرعات المفرطة من أشباه الأفيونات تتضمن اضطراب تعاطي المواد الأفيونية, حقن أشباه الافيونات، أو استخدام جرعات عالية منها, اضطرابات نفسية, استخدامها بالتزامن مع الكحول أو بنزوديازيبين. يكون الخطر مرتفعاً خصيصاً بعد إزالة السمية. قد يحصل الإدمان على أدوية أشباه الأفيونات في حال صرفها لعلاج الآلام المزمنة. عادةً ما يعتمد التشخيص على الأعراض.
العلاج الأولي يتضمن دعم تنفس الإنسان وتزويده بالأكسجين. يوصى باستخدام النالوكسون للأشخاص الذين فقدوا القدرة على التنفس. تتساوى فعالية إعطاء النالوكسون عن طريق كل من الأنف والحقن العضلي.الجهود المبذولة لتقليل الوفيات تتضمن استخدام النالوكسون وعلاج المدمنين على أشباه الأفيونات.
أدى اضطراب تعاطي المواد الأفيونية إلى 122,000 حالة وفاة في العالم عام 2015 مقارنة مع 18,000 حالة وفاة عام 1990. في الولايات المتحدة الأمريكية حدثت أكثر من 33,000 حالة وفاة بسبب المواد الافيونية عام 2015, 20.100 حالة بسبب أشباه الأفيونات الموصوفة, و13.000 من الهيروين. تشكل الوفيات من أشباه الأفيونات 60% من حالات الوفاة الناجمة عن فرط استخدام الأدوية في الولايات المتحدة الأمريكية. هذا يتضمن وباء الافيون بسبب تأكيدات مصانع الأدوية عام 1990 أن أشباه الأفيونات الموصوفة تعتبر آمنة.

## الأعراض والعلامات
يمكن أن تؤدي المواد الأفيونية إلى بطء شديد في الحركات التنفسية أو توقفها عند تناول جرعة زائدة منها، بسبب تأثير الأفيونات على أجزاء من الدماغ مسؤولة عن الحركات التنفسية، ما يؤدي إلى الوفاة إذا تُركت دون علاج. يمكن الإشارة إلى أعراض وعلامات فرط جرعة المواد الأفيونية باسم «ثالوث الجرعة الزائدة» الذي يشمل: انخفاض مستوى الوعي، وحدقة رأس الإبرة (الحدقة الدبوسية)، والتثبيط التنفسي. تشمل الأعراض الأخرى الاختلاجات والتشنجات العضلية. في بعض الأحيان يمكن أن تؤدي فرط جرعة المواد الأفيونية إلى انخفاض مستوى الوعي، وعدم قدرة المريض على النهوض والاستيقاظ.
يمكن أن يؤدي نقص مستوى الأوكسجين لفترات طويلة إثر التثبيط التنفسي إلى تلف النسيج الدماغي والحبل الشوكي، وما يعقب ذلك من أعراض مثل عدم القدرة على المشي أو العمل بشكل طبيعي، حتى مع العلاج باستخدام النالوكسون.[بحاجة لمصدر]
يتسبب الكحول أيضًا في تثبيط الجهاز التنفسي، وبالتالي عند تناوله مع المواد الأفيونية يمكن أن يزيد من خطر الإصابة بالتثبيط التنفسي والوفاة.
قد لا تظهر أعراض الجرعة الزائدة من المواد الأفيونية على الفور عند الأطفال الصغار. يعود ذلك إلى اختلافات الامتصاص والتوزيع والتمثيل الغذائي بين الأطفال الصغار والبالغين، والكمية الأعلى من المواد الأفيونية الممتصة لكل كيلوغرام من وزن الجسم.

## الأسباب
تشمل عوامل الخطر فرط جرعة المواد الأفيونية الاعتماد على المواد الأفيونية، وحقن المواد الأفيونية، وتناول جرعات عالية من المواد الأفيونية، والاستخدام المتزامن مع الكحول أو البنزوديازيبينات أو الكوكايين. الخطر مرتفع بشكل خاص بعد عملية إزالة السموم. يمكن أن يحدث الاعتماد على المواد الأفيونية الموصوفة طبيًا عند استخدامها لعلاج الألم المزمن. عند الأطفال الصغار، عادةً ما تكون الجرعة الزائدة من المواد الأفيونية ناجمة عن تناول الأدوية المخصصة لأحد الوالدين، أو الأشقاء الأكبر سنًا، أو الأجداد. شُخّصت حالة فرط جرعة مواد أفيونية لدى أطفال الأمهات اللواتي تناولن الكودئين أثناء الرضاعة الطبيعية، لذلك لا ينصح بالكودئين عند النساء المرضعات.

### التعاطي المشترك
غالبًا ما تترافق فرط جرعة المواد الأفيونية باستخدام متزامن للبنزوديازيبينات أو الكحول. يسبب الاستخدام المتزامن لمثبطات أخرى للجهاز العصبي المركزي، ومرخيات العضلات، ومسكنات الألم، ومضادات الاختلاج، ومزيلات القلق، والعقاقير العلاجية ذات التأثير النفساني أو الأدوية المستخدمة لعلاج الصرع أو أي دواء آخر ذي تأثير مهدّئ أو مخفّف للإشارات العصبية (الباربيتورات مثلًا) تدهور الحالة مع احتمال أقل للشفاء التراكمي لكل عقار مضاف. يشمل ذلك الأدوية التي لاتُصنّف بشكل مباشر كأدوية مبطّئة للاستقلاب، نذكر منها الأدوية المؤثّرة على مستقبلات الغابا مثل الجاما هيدروكسي بيوتيريت (جي إتش بي)، أو مضادات الجلوتامات مثل الفينسيكليدين (بّي سي بّي)، أو الكيتامين.